# Liga ASOBAL 2022-2023
La Liga ASOBAL 2022-2023 è la 70ª edizione del torneo di primo livello del campionato spagnolo di pallamano maschile. 
La competizione, organizzata dalla RFEMB, si svolge da settembre 2022 a giugno 2023.

## Formula del torneo
Il campionato si svolge tra 16 squadre che si affrontano con la formula del girone unico all'italiana con partite di andata e ritorno.
Per ogni incontro i punti assegnati in classifica sono così determinati:
- due punti per la squadra che vinca l'incontro;
- un punto per il pareggio;
- zero punti per la squadra che perda l'incontro.

La squadra 1ª classificata al termine del campionato viene proclamata campione di Spagna.

## Squadre partecipanti
| Squadra                                    | Città        | Palasport                        | Capacità |
| ------------------------------------------ | ------------ | -------------------------------- | -------- |
| FC Barcelona Lassa                         | Barcellona   | Palau Blaugrana                  | 8,250    |
| ABANCA Ademar León                         | León         | Palacio de los Deportes          | 5,188    |
| Fraikin Granollers                         | Granollers   | Palau d'Esports                  | 6,500    |
| Logroño La Rioja                           | Logroño      | Palacio de los Deportes          | 4,851    |
| Incarlopsa Cuenca                          | Cuenca       | El Sargal                        | 1,900    |
| Helvetia Anaitasuna                        | Pamplona     | Anaitasuna                       | 3,000    |
| Bada Huesca                                | Huesca       | Palacio de Deportes              | 5,000    |
| Recoletas Atlético Valladolid              | Valladolid   | Polideportivo Huerta del Rey     | 5,500    |
| Bidasoa Irun                               | Irun         | Polideportivo Artaleku           | 2,200    |
| Benidorm                                   | Benidorm     | Palau d'Esports L'Illa           | 2,500    |
| Ángel Ximénez Puente Genil                 | Puente Genil | Alcalde Miguel Salas             | 600      |
| Frigoríficos del Morrazo Cangas            | Cangas       | O Gatañal                        | 3,000    |
| Unicaja Banco Sinfín                       | Santander    | La Albericia                     | 600      |
| Batcho Torrelavega                         | Torrelavega  | Pabellón Vicente Trueba          | 3,000    |
| Asociación Deportiva Ciudad de Guadalajara | Guadalajara  | Palacio Multiusos de Guadalajara | 5,894    |
| BM Cisne                                   | Pontevedra   | Estadio da Xuventude             | 4,000    |

## Classifica finale
|  | Pos. | Squadra                         | Pt | G | V | N | P | GF | GS | DR | Note                 |
|  | ---- | ------------------------------- | -- | - | - | - | - | -- | -- | -- | -------------------- |
|  | 1.   | FC Barcelona Lassa              | 0  | 0 | 0 | 0 | 0 | 0  | 0  | +0 | EHF Champions League |
|  | 2.   | Fraikin Granollers              | 0  | 0 | 0 | 0 | 0 | 0  | 0  | +0 | EHF European League  |
|  | 3.   | Bidasoa Irun                    | 0  | 0 | 0 | 0 | 0 | 0  | 0  | +0 | EHF European League  |
|  | 4.   | Benidorm                        | 0  | 0 | 0 | 0 | 0 | 0  | 0  | +0 | EHF European League  |
|  | 5.   | Incarlopsa Cuenca               | 0  | 0 | 0 | 0 | 0 | 0  | 0  | +0 |                      |
|  | 6.   | Logroño La Rioja                | 0  | 0 | 0 | 0 | 0 | 0  | 0  | +0 |                      |
|  | 7.   | Abanca Ademar León              | 0  | 0 | 0 | 0 | 0 | 0  | 0  | +0 |                      |
|  | 8.   | Helvetia Anaitasuna             | 0  | 0 | 0 | 0 | 0 | 0  | 0  | +0 |                      |
|  | 9.   | Bada Huesca                     | 0  | 0 | 0 | 0 | 0 | 0  | 0  | +0 |                      |
|  | 10.  | Ángel Ximénez Puente Genil      | 0  | 0 | 0 | 0 | 0 | 0  | 0  | +0 |                      |
|  | 11.  | Batcho Torrelavega              | 0  | 0 | 0 | 0 | 0 | 0  | 0  | +0 |                      |
|  | 12.  | Frigoríficos del Morrazo Cangas | 0  | 0 | 0 | 0 | 0 | 0  | 0  | +0 |                      |
|  | 13.  | Recoletas Atlético Valladolid   | 0  | 0 | 0 | 0 | 0 | 0  | 0  | +0 |                      |
|  | 14.  | Unicaja Banco Sinfín            | 0  | 0 | 0 | 0 | 0 | 0  | 0  | +0 | Playout              |
|  | 15.  | Guadalajara                     | 0  | 0 | 0 | 0 | 0 | 0  | 0  | +0 | Retrocessione        |
|  | 16.  | Cisne                           | 0  | 0 | 0 | 0 | 0 | 0  | 0  | +0 | Retrocessione        |